# Stella Prize
Stella Prize är ett australiskt litteraturpris för kvinnliga australiska författare, vilket inrättades 2013 och delas ut årligen.
Priset är modellerat efter det brittiska Baileys Women's Prize for Fiction. Det initierades av en grupp på elva australiska kvinnliga författare, redaktörer, förläggare och bokförsäljare, som ansåg att det att det var alltför få kvinnliga pristagare av Miles Franklin-priset.
Prisets namn kommer från författaren Miles Franklin, vars hela namn var "Stella Maria Sarah Miles Franklin. Hon har också fått ge namn till Australiens främsta litteraturpris, Miles Franklin-priset.
Av pristagarna har en, Alexis Wright, fått priset två gånger, senast 2024 för Praiseworthy.

## Pristagare
| År   | Författare          | Verk                           |
| ---- | ------------------- | ------------------------------ |
| 2013 | Carrie Tiffany      | Mateship with Birds            |
| 2014 | Clare Wright        | The Forgotten Rebels of Eureka |
| 2015 | Emily Bitto         | The Strays                     |
| 2016 | Charlotte Wood      | The Natural Way of Things      |
| 2017 | Heather Rose        | The Museum of Modern Love      |
| 2018 | Alexis Wright       | Tracker                        |
| 2019 | Vicki Laveau-Harvie | The Erratics                   |
| 2020 | Jess Hill           | See What You Made Me Do        |
| 2021 | Evie Wyld           | The Bass Rock                  |
| 2022 | Evelyn Araluen      | Dropbear                       |
| 2023 | Sarah Holland-Batt  | The Jaguar                     |
| 2024 | Alexis Wright       | Praiseworthy                   |